# Aitor Egurrola
Aitor Egurrola Leizeaga (Barcellona, 24 giugno 1980) è un hockeista su pista spagnolo.

## Palmarès

### Club

#### Titoli nazionali
- Campionato spagnolo: 20
  - Barcellona: 1998-1999, 1999-2000, 2000-2001, 2001-2002, 2002-2003, 2003-2004, 2004-2005, 2005-2006, 2006-2007, 2007-2008
2008-2009, 2009-2010, 2011-2012, 2013-2014, 2014-2015, 2015-2016, 2016-2017, 2017-2018, 2017-2018, 2020-2021
- Coppa del Re: 11
  - Barcellona: 2000, 2002, 2003, 2005, 2007, 2011, 2012, 2016, 2017, 2018, 2019
- Supercoppa di Spagna: 11
  - Barcellona: 2004, 2005, 2007, 2008, 2011, 2012, 2013, 2014, 2015, 2017, 2019

#### Titoli internazionali
- CERH European League: 11
  - Barcellona: 1999-2000, 2000-2001, 2001-2002, 2003-2004, 2004-2005, 2006-2007, 2007-2008, 2009-2010, 2013-2014, 2014-2015
2017-2018
- Coppa CERS/WSE: 1
  - Barcellona: 2005-2006
- Supercoppa d'Europa/Coppa Continentale: 11
  - Barcellona: 2000-2001, 2001-2002, 2002-2003, 2004-2005, 2005-2006, 2006-2007, 2007-2008, 2008-2009, 2010-2011, 2015-2016
2018-2019
- Coppa Intercontinentale: 3
  - Barcellona: 2006, 2008, 2014

### Nazionale
- Campionato europeo:

Firenze 2002, La Roche-sur-Yon 2004